# Willi Mecke
Willi Mecke (* 9. Juli 1918; † 25. Februar 1991) war ein deutscher Fußballspieler.

## Karriere
Mecke gehörte bereits 18-jährig der ersten Mannschaft des FC Schalke 04 an, für den er von 1936 bis 1943 in der Gauliga Westfalen, in einer von zunächst 16, später auf 23 aufgestockten Gauligen zur Zeit des Nationalsozialismus als einheitlich höchste Spielklasse im Deutschen Reich, Punktspiele bestritt. In dieser dominierte ausschließlich sein Verein und so ist es nicht verwunderlich, das er während seiner Vereinszugehörigkeit siebenmal die Gaumeisterschaft gewann. 
Obwohl sein Verein ebenso oft an den jeweiligen Endrundenspielen um die Deutsche Meisterschaft teilnahm, kam er lediglich in den Spielzeiten 1936/37, 1937/38 und 1938/39 in diesen zum Einsatz. Seine Premiere hatte er am 23. Mai 1937 im letzten Spiel der Gruppe B beim 2:2-Unentschieden im Bremer Weserstadion. Damit hatte er Anteil an der Meisterschaft, die seine Mannschaft am 20. Juni 1937 nach dem 2:0-Finalsieg über den 1. FC Nürnberg in Berlin errang. Seine einzigen beiden Tore in seinen insgesamt neun Endrundenspielen erzielte er in der Folgesaison am 15. April 1938 im zweiten Spiel der Gruppe B beim 6:0-Sieg über den SV Dessau 05. Er erreichte mit seiner Mannschaft auch das am 26. Juni 1938 in Berlin gegen Hannover 96 angesetzte Finale, das mit 3:3 n. V. keinen Sieger fand. Das notwendig gewordene Wiederholungsspiel eine Woche später an selber Stätte ging durch den späten Treffer des Hannoveraners Johannes Jakobs zum 3:3-Unentschieden in der 88. Minute ebenfalls in die Verlängerung. Erich Meng erzielte schließlich in der 117. Minute den 4:3-Siegtreffer für Hannover 96. Ein Jahr später, am 18. Juni 1939, gewann der FC Schalke 04 mit dem 9:0-Sieg über den völlig überforderten SK Admira Wien seine vierte Meisterschaft; Mecke gehörte nicht der Endspielmannschaft an, durfte sich aber dennoch Deutscher Meister nennen, da er in den beiden Spielen gegen Wormatia Worms in der Gruppe 4 Anteil daran getragen hatte. Ferner bestritt er das am 5. Dezember 1937 mit 2:1 gegen Waldhof Mannheim gewonnene Halbfinale um den 1935 eingeführten Tschammerpokal, den der FC Schalke 04 am 9. Januar 1938 im Kölner Finale mit 2:1 gegen Fortuna Düsseldorf ohne ihn gewann. Sein letztes Spiel um den nationalen Vereinspokal bestritt er am 19. Juli 1942 beim 2:0-Erstrundensieg über die Mannschaft von Hamborn 07.
Im Jahr 1944 absolvierte Mecke als Kriegsgastspieler einige Spiele im Trikot von Fortuna Düsseldorf.

## Erfolge
- Deutscher Meister 1937, 1939, 1940 (ohne Einsatz), 1942 (ohne Einsatz)
- Tschammerpokal-Sieger 1937
- Gaumeister Westfalen 1937, 1938, 1939, 1940, 1941, 1942, 1943